# إي غن هو
لي كيون هو، من مواليد 11 أبريل 1985

 في إنتشون في كوريا الجنوبية، لاعب كرة قدم كوري جنوبي.
بدأ مسيرته الكروية مع نادي إنتشون يونايتد في موسم 2005/2006، ولعب معهم مباراتين، ومنذ عام 2007 وهو يلعب مع نادي دايغو.
و قد بدأ باللعب مع منتخب كوريا الجنوبية لكرة القدم في عام 2007.

## وصلات خارجية
- إي غن هو على موقع الاتحاد الدولي (مؤرشف)  (الإنجليزية)
- إي غن هو على موقع رابطة كرة القدم اليابانية للمحترفين (اليابانية)
- إي غن هو على موقع دوري كوريا الجنوبية (الإنجليزية)
- إي غن هو على موقع قاعدة بيانات كرة القدم.إي يو (الإنجليزية)
- إي غن هو على موقع ناشيونال فوتبول تيمز (الإنجليزية)
- إي غن هو على موقع Soccerway.com (الإنجليزية)
- إي غن هو على موقع أوليمبيديا (الإنجليزية)
- إي غن هو على موقع AS.com (الإسبانية)